# Cenzura w Korei Północnej
Cenzura w Korei Północnej – kontrola publicznego przekazywania informacji, ograniczająca wolność publicznego wyrażania myśli i przekonań w Korei Północnej.

## Kontekst prawny i historyczny
Art. 67 Konstytucji Korei Północnej gwarantuje obywatelom wolność słowa, prasy, zgromadzeń, demonstracji i stowarzyszeń. De facto w Korei Północnej istnieje surowa cenzura. Zdaniem władz wolność myśli stanowi naruszenie porządku publicznego, co jest karane zesłaniem do obozu pracy. W przeprowadzonym w 2024 roku rankingu wolności prasy przeprowadzonym przez organizację pozarządową Reporterzy bez Granic Korea Północna zajęła 177. miejsce, uzyskując 21,72 punktów na 100 możliwych.
Po klęsce Japonii w sierpniu 1945 roku Korea znalazła się pod okupacją ZSRR (na północ od 38 równoleżnika) i USA (na południe od niego). Korea Północna ogłosiła niepodległość 9 września 1948 roku. Na czele kraju stanął Kim Ir Sen. Aż do jego śmierci w 1994 roku obywatele byli skutecznie nadzorowani. Działalność cenzury osłabła podczas rządów Kim Dzong Ila, za którego w Korei Północnej doszło do klęski głodu. Poszukując żywności Koreańczycy uciekali do Chin, gdzie bezpośrednio lub za pośrednictwem mediów dostrzegali o wiele wyższy poziom życia w Chinach, Korei Południowej i Japonii. Według szacunków do połowy lat 90. XX wieku do Chin mogło dostać się ok. 500 tys. Koreańczyków. Ucieczka z kraju jest karana śmiercią lub zesłaniem do obozu pracy.
Od końca grudnia 2011 roku przywódcą Korei Północnej jest Kim Dzong Un, sprawujący totalitarną władzę, opartą na inwigilacji, represjach, cenzurze i propagandzie.

## Cenzura
Państwowa agencja prasowa Koreańska Centralna Agencja Prasowa (kor. 조선중앙통신, ang. Korean Central News Agency, KCNA) jest jedynym oficjalnym źródłem informacji. W 2015 roku w kraju było wydawanych 12 dzienników i 20 czasopism, będących pod kontrolą KCNA. Głównym dziennikiem jest Rodong Sinmun. Przekazy medialne podsycają wrogość i brak zaufania wobec innych państw oraz głoszą poglądy nacjonalistyczne. Rząd ściśle kontroluje powstawanie i rozpowszechnianie informacji oraz zwalcza niezależne dziennikarstwo. Dziennikarze muszą należeć do Partii Pracy Korei. W Korei Północnej działa kilka zagranicznych agencji prasowych (m.in. Agence France-Presse, Kyodo News), jednak są one inwigilowane, co ogranicza ich możliwość działania.
Kontrolę radia, telewizji i internetu zapewnia Centralna Agencja Bezpieczeństwa Nauki i Technologii Komunikacyjnej. Rząd zezwolił na posiadanie telefonów komórkowych (w tym smartfonów), jednocześnie jednak opracował środki techniczne, które pozwalają na kontrolowanie komunikacji w sieci intranetowej Kwangmyong, działającej od listopada 2002 roku. Kwangmyong umożliwia połączenie się wyłącznie z krajowymi stronami internetowymi oraz usługami poczty elektronicznej. Za pośrednictwem Kwangmyongu niemożliwe jest połączenie się z Internetem. Z telefonii komórkowej korzysta ok. 3 mln Koreańczyków. Za przeglądanie mediów internetowych spoza Korei Północnej obywatele mogą zostać wysłani do obozów koncentracyjnych. Dostęp do Internetu (za pośrednictwem łączy satelitarnych) przysługuje wyłącznie elitom politycznym i obcokrajowcom. Pod koniec lat 50. XX wieku zakazano posiadania przestrojonego radia. Sprzedawane odbiorniki umożliwiały wyłącznie odbiór stacji krajowych.
W bibliotekach zbiory są podzielone na dwie grupy. Dla wszystkich dostępne są publikacje o charakterze technicznym. Opracowania nietechniczne (np. książki historyczne, polityczne albo powieści) dostępne są wyłącznie dla użytkowników mających stosowne zezwolenie.
W mediach pomija się informacje przedstawiające osiągnięcia krajów kapitalistycznych (zwłaszcza  Korei Południowej i Stanów Zjednoczonych), np. północnokoreańskie media nie informowały o przebiegu Letnich Igrzysk Olimpijskich w Seulu w 1988 roku. Eksponowane są zaś informacje o strajkach, katastrofach i klęskach żywiołowych i przestępstwach za granicą. W Korei Północnej występuje zjawisko usuwania z mediów osób skazanych na zapomnienie. Ofiarą tej praktyki był m.in. wuj Kim Dzong Una Jang Sŏng T’aek, skazany na karę śmierci w grudniu 2013 roku.

## Nielegalne źródła informacji
W wyniku złej sytuacji ekonomicznej i ucieczek Koreańczyków do Chin podczas klęski głodu, rząd zezwolił na działalność ok. 400 prywatnych targów. Miejsca te ułatwiły dystrybuowanie przemycanych kaset VHS oraz filmów DVD wśród obywateli pod koniec XX wieku. Pomimo kar dystrybuowane są pendrive’y zawierające filmy i programy telewizyjne z Korei Południowej. Ponadto obywatele przemycają płyty DVD oraz nielegalnie odbierają zagraniczne programy telewizyjne i radiowe. Według szacunków nawet milion obywateli może słuchać zagranicznych audycji radiowych. Z Chin sprowadza się nielegalne książki, filmy, prasę, karty SIM i telefony komórkowe. Pojawienie się drugiego obiegu informacji zmusiło w 2000 roku władze Korei Północnej do przyznania, że w wyniku programu zbrojeń poziom życia mieszkańców Korei Północnej jest niższy niż na Południu. Po protestach w Korei Południowej przeciwko importowi amerykańskiej wołowiny w 2008 roku oraz wzrostu popularności Lee Myung-bak, który w 2009 roku został prezydentem Korei Południowej przyczyniły się do powrotnego przedstawiania mieszkańców Korei Południowej jako ludzi żyjących w nędzy. 